# Tetramorium diligens
Tetramorium diligens är en myrart som först beskrevs av Smith 1865.  Tetramorium diligens ingår i släktet Tetramorium och familjen myror. Inga underarter finns listade i Catalogue of Life.